# فيتامين ك2

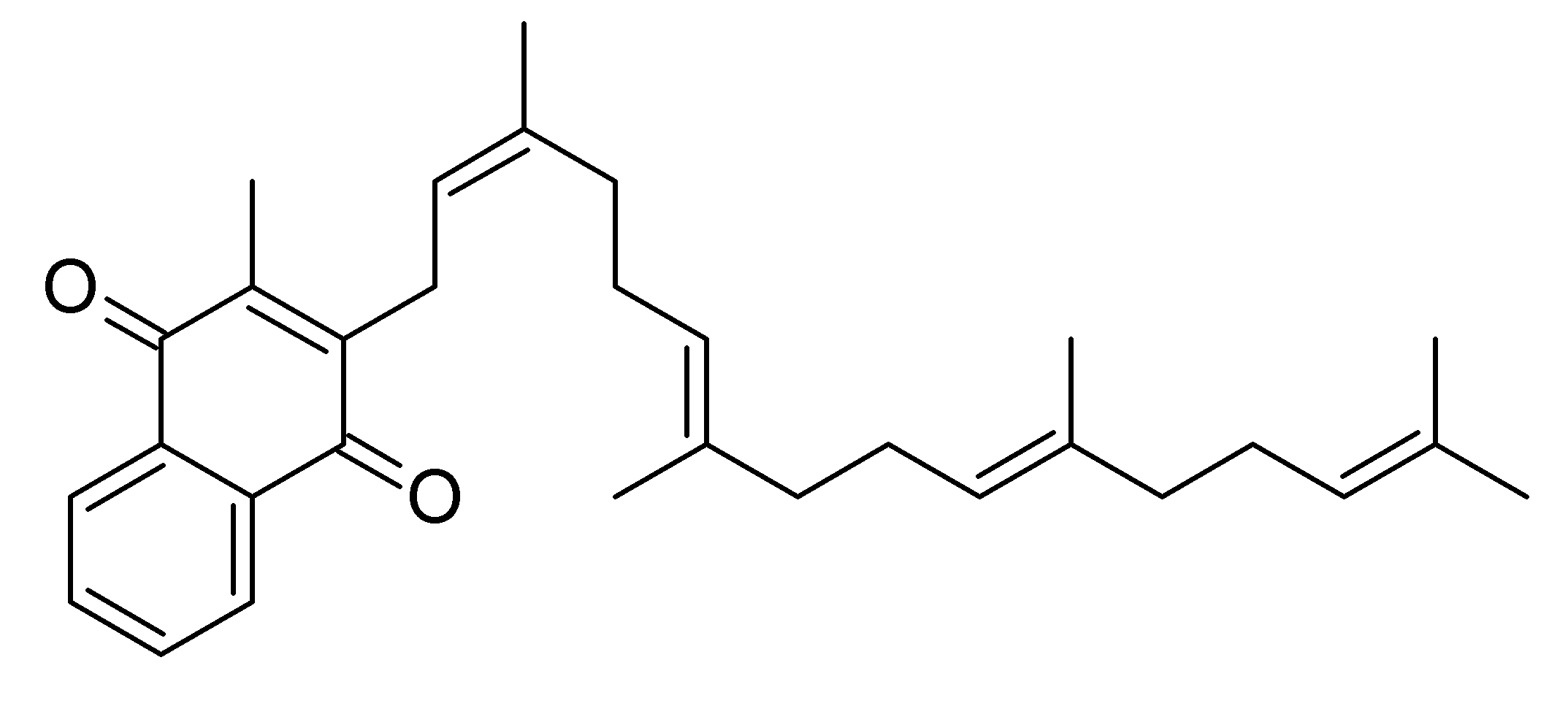

فيتامين K2 أو ميناكينون ( Menaquinone ) هي إحدى فيتامينات من عائلة فيتامين K التي تذوب في الدهون والتي يتكون من فيتامين K1 ( فيلوكينون ) وK2 ( ميناديون ) ، K3 هو منتج بكتيري ويوجد عادة في الأطعمة المخمرة أو المنتجات الحيوانية.
وفيتامين K2 توجد على عدة أشكال وهي :
MK-4 وMK-5 و MK-6 و MK-7 و MK-8 و MK-9
MK-4 لها خاصية وقائي على تكثيف المعادن في العظام ويقلل من خطر كسور الورك والفقرات وغير الفقري.إذا إقترنت بفيتامين D.
فوائد فيتامين K2
منع أمراض القلب من خلال ما يلي: تخلص من الكالسيوم الزائد في جدران الشرايين و المحيطة بالقلب وفي الاوعية الدموية.
تقوية العظام عند اشتراك مع كالسيوم وفيتامين D3 , وفيتامين A في ترسيب كالسيوم في العظام والاسنان منع هشاشة العظام وبناء أنسجة أسفل المينا مع بروتين الأوستيوكالسين.
منتجات الألبان، والخضار بشكل عام كالقرنبيط، والكرنب، والبروكلي، والخضار الورقية بشكل خاص كالخس، والسبانخ، كما يوجد بنسبة ضئيلة في البيض، واللحوم، والسمك، والحبوب الكاملة.
القريدس ، الرنجة ، اللفت ، السبانخ ، البروكلي ، البازلاء الخضراء ، الموز ، التفاح ، البرتقال ، السمن ، زيت الذرة ، زيت عباد الشمس ، زيت الزيتون ، خبز الجاودار ، خبز القمح ، خبز العجين المخمر
نسبة فيتامين K2 في الاطعمة :-
| طعام                                   | فيتامين K 2 (ميكروغرام لكل 100 ز) | نسبة المركبات                                                   |
| -------------------------------------- | --------------------------------- | --------------------------------------------------------------- |
| الناتّو اليابانية، المطبوخة             | 1،034.0                           | 0٪ MK-4 ، 1٪ MK-5 ، 1٪ MK-6 ، 90٪ MK-7 ، 8٪ MK-8                |
| أوزة الكبد                             | 369.0                             | 100 ٪ MK-4                                                      |
| الأجبان الصلبة                         | 76.3                              | 6٪ MK-4 ، 2٪ MK-5 ، 1٪ MK-6 ، 2٪ MK-7 ، 22٪ MK-8 ، 67٪ MK-9     |
| أجبان طرية                             | 56.5                              | 6.5٪ MK-4 ، 0.5٪ MK-5 ، 1٪ MK-6 ، 2٪ MK-7 ، 20٪ MK-8 ، 70٪ MK-9 |
| صفار البيض                             | 32.1                              | 98٪ MK-4 ، 2٪ MK-6                                              |
| أوزة الساق                             | 31.0                              | 100 ٪ MK-4                                                      |
| السمن الذي يتغذى على العشب وزيت الزبدة | 19،6-43،1 متوسط 29.9              |                                                                 |
| الجبن الرائب                           | 24.8                              | 2.6٪ MK-4 ، 0.4٪ MK-5 ، 1٪ MK-6 ، 1٪ MK-7 ، 20٪ MK-8 ، 75٪ MK-9 |
| صفار البيض (الولايات المتحدة)          | 15.5                              | 100 ٪ MK-4                                                      |
| زبدة                                   | 15.0                              | 100 ٪ MK-4                                                      |
| كبد الدجاج (الخام)                     | 14.1                              | 100 ٪ MK-4                                                      |
| كبد الدجاج (مقلي)                      | 12.6                              | 100 ٪ MK-4                                                      |
| فرنك اللحم                             | 9.8                               | 100 ٪ MK-4                                                      |
| شرائح لحم                              | 9.0                               | 100 ٪ MK-4                                                      |
| صدر دجاج                               | 8.9                               | 100 ٪ MK-4                                                      |
| فخذ دجاجة                              | 8.5                               | 100 ٪ MK-4                                                      |
| كبد الدجاج ( مطهو ببطء )               | 6.7                               | 100 ٪ MK-4                                                      |
| لحم مفروم                              | 6.7                               | 100 ٪ MK-4                                                      |
| كبد العجل (مقلي)                       | 6.0                               | 100 ٪ MK-4                                                      |
| ملفوف مخلل                             | 4.8                               | 8٪ MK-4 ، 17٪ MK-5 ، 31٪ MK-6 ، 4٪ MK-7 ، 17٪ MK-8 ، 23٪ MK-9   |
| بطة الثدي                              | 3.6                               | 100 ٪ MK-4                                                      |
| مخيض اللبن                             | 2.5                               | 8٪ MK-4 ، 4٪ MK-5 ، 4٪ MK-6 ، 4٪ MK-7 ، 24٪ MK-8 ، 56٪ MK-9     |
| بلايس نوع سمك                          | 2.2                               | 9٪ MK-4 ، 14٪ MK-6 ، 4٪ MK-7 ، 73٪ MK-8                         |
| الانقليس                               | 2.2                               | 77٪ MK-4 ، 5٪ MK-6 ، 18٪ MK-7                                   |
| زيت كبد سمك القد المخمر                | 1.8                               | 69٪ MK-4 ، 18٪ MK-6 ، 6٪ MK-8 ، 7٪ MK-9                         |
| لحم بقري                               | 1.1                               | 100 ٪ MK-4                                                      |
| خبز الحنطة السوداء                     | 1.1                               | 100 ٪ MK-7                                                      |
| الحليب كامل الدسم زبادي                | 0.9                               | 67٪ MK-4 ، 11٪ MK-5 ، 22٪ MK-8                                  |
| حليب صافي                              | 0.9                               | 89 ٪ MK-4 ، 11 ٪ MK-5                                           |
| بياض البيضة                            | 0.9                               | 100 ٪ MK-4                                                      |
| سمك السالمون                           | 0.5                               | 100 ٪ MK-4                                                      |
| كبد البقر (مقلي)                       | 0.4                               | 100 ٪ MK-4                                                      |